# واکنش انامین استورک
واکنش انامین استورک (به انگلیسی: Stork enamine alkylation) یک نام واکنش آلی است که طی آن یک انامین به یک پذیرنده غیر اشباع کربونیل-آلفا، بتا مانند واکنش مایکل، اضافه می‌شود. این فرآیند طی سه مرحله زیر صورت می‌گیرد:
1. تشکیل انامین از یک کتون.
2. اضافه شدن انامین به یک آلفا، بتا کتون یا آلدهید غیر اشباع.
3. آبکافت انامین و تبدیل مجدد آن به کتون

این واکنش به افتخار شیمیدان آمریکایی گیلبرت استورک نام‌گذاری شده است.